# 제1차 가이후 내각
제1차 가이후 내각(일본어: 第1次海部内閣)은 전 문부대신 가이후 도시키가 제76대 내각총리대신으로 임명되어, 1989년 8월 10일부터 1990년 2월 28일까지 존재한 일본의 내각이다.

## 각료
- 내각총리대신 - 가이후 도시키
- 법무대신 - 고토 마사오(참의원 의원)
- 외무대신 - 나카야마 다로
- 대장대신 - 하시모토 류타로
- 문부대신 - 이시바시 가즈야
- 후생대신(연금 문제 담당) - 도이다 사부로
- 농림수산대신 - 가노 미치히코
- 통상산업대신 - 마쓰나가 히카루
- 운수대신(신도쿄 국제공항 문제 담당) - 에토 다카미
- 우정대신 - 오이시 센파치
- 노동대신 - 후쿠시마 조지
- 건설대신 - 하라다 쇼조
- 자치대신, 국가공안위원회 위원장 - 와타나베 고조
- 내각관방장관 - 야마시타 도쿠오 / 모리야마 마유미(참의원 의원, 1989년 8월 25일 ~ )
- 총무청 장관 - 미즈노 기요시
- 홋카이도 개발청 장관, 오키나와 개발청 장관 - 아베 후미오
- 방위청 장관 - 마쓰모토 주로
- 경제기획청 장관 - 다카하라 스미코(비 국회의원)
- 과학기술청 장관 - 사이토 에이자부로
- 환경청 장관 - 모리야마 마유미(참의원 의원) / 시가 세쓰(1989년 8월 25일 ~ )
- 국토청 장관 - 이시이 하지메
  - 내각법제국 장관 - 구도 아쓰오
  - 내각관방부장관(정무) - 시가 세쓰 / 후지모토 다카오(1989년 8월 25일 ~ )
  - 내각관방부장관(사무) - 이시하라 노부오

## 정무 차관
신임 정무 차관은 1989년 8월 11일에 발령됐고 그 외의 정무 차관은 전임 내각으로부터 유임됐다.
- 법무 정무 차관 - 다나베 데쓰오(신임)
- 외무 정무 차관 - 다나카 나오키
- 대장 정무 차관 - 고무라 마사히코·다카기 마사아키(신임)
- 문부 정무 차관 - 마치무라 노부타카
- 후생 정무 차관 - 지카오카 리이치로
- 농림 수산 정무 차관 - 나카가와 쇼이치·오하마 호에이(신임)
- 통상 산업 정무 차관 - 아마리 아키라·이시하라 겐타로(신임)
- 운수 정무 차관 - 모리타 하지메
- 우정 정무 차관 - 쓰키하라 시게아키
- 노동 정무 차관 - 이시이 미치코(신임)
- 건설 정무 차관 - 기무라 모리오
- 자치 정무 차관 - 나가노 스케나리
- 총무 정무 차관 - 와카바야시 마사토시
- 홋카이도 개발 정무 차관 - 노자와 다이조(신임)
- 방위 정무 차관 - 스즈키 무네오
- 경제 기획 정무 차관 - 히라바야시 고조
- 과학 기술 정무 차관 - 다카하시 기요타카(신임)
- 환경 정무 차관 - 미야자키 히데키(신임)
- 오키나와 개발 정무 차관 - 세키구치 게이조(신임)
- 국토 정무 차관 - 지미 쇼자부로

## 그 외
전전 내각이던 다케시타 내각이 리크루트 사건으로 인해 총사퇴를 했기 때문에 리크루트와 관계가 깊었던 유력 정치인은 근신(일명 ‘리크루트 숙청’)을 강요당했고, 제1차 가이후 내각의 각료는 리크루트와 인연이 얇은 정치가를 우선적으로 각료로 내정하여 입각시켰다.

## 참고 문헌
- 하타 이쿠히코 편 《일본 관료제 종합 사전 : 1868 ~ 2000》(도쿄 대학 출판회, 2001년)